# Бехтеев, Сергей Сергеевич (старший)
Сергей Сергеевич Бехтеев (4 мая 1844, Елец — 8 июля 1911) — русский помещик, общественный и государственный деятель. Отец поэта С.С.Бехтеева и фрейлин Императорского Двора — Екатерины и Натальи. Ещё одна его дочь — Зинаида, была близка к Царской Семье и состояла в переписке с ними в Тобольске и Екатеринбурге.

## Биография
В возрасте 12 лет поступил в Морской кадетский корпус; через 6 лет — в 1862 году, был произведен в гардемарины и назначен на службу во флотский экипаж. В 1863 году С.С.Бехтеев вышел по болезни в отставку и занялся сельскохозяйственной и общественной деятельностью в своем родовом поместье Липовка. При нём родовая усадьба в Липовке превратилась в образцовое хозяйство, известное далеко за пределами Елецкого уезда и Орловской губернии. В его имении были богатые сады, где росли виноград и грецкие орехи, применялась передовая система землепользования. В Липовке действовали крахмальный завод, мельница, конный завод. Свой опыт ведения хозяйства С.Бехтеев обобщил в труде «Хозяйственные итоги истекшего 45-летия и меры к хозяйственному подъему», вышедшему в Петербурге в 1902—1911 годах.
Избирался мировым судьей, гласным земства (1865), уездным предводителем дворянства (1879—1892), постоянно заботился о нуждах крестьян, неоднократно обращался к правительству с докладными записками.
В своем родном Ельце построил первый в России элеватор (1888), учредил сельскохозяйственное общество, открыл отделение Госбанка. Для продвижения вопроса об учреждении пароходства на Дону на собственные средства он предпринял исследование реки  для судоходства в верхней его части. В 1890—1900 годах С.С.Бехтеев был сотрудником различных ведомств и министерств: внутренних дел, финансов, земледелия и государственных имуществ.  В 1908 году вошёл в состав Высшей железнодорожной комиссии, с 1909 года — член Государственного Совета.
Награждён орденами св. Станислава I и II степени, св. Анны I степени, св. Владимира II, III и IV степеней, памятными медалями.

## Семья
Жена — Наталья Алексеевна Хвостова (1854—1923, Германия), дочь потомственного дворянина орловского помещика Алексея Николаевича Хвостова, сестра  Николая, Сергея, Александра и Алексея Хвостовых.
Дети:
- Екатерина (1874—1958, Рим), фрейлина Императорского Двора. Увлекалась фотографией. Некоторыми её работами иллюстрирован 2 том книги «Россия. Полное географическое описание нашего отечества». После революции — в эмиграции, сначала в Германии, Франции, затем в Италии. С 1920-х годов проживала в Риме. Член Русского кружка в Риме. Помощница княгини З.Н. Юсуповой в организации мастерской-магазина при Русском Красном Кресте. Сотрудничала в журнале «Православная Русь».
- Наталья (1876—1950), фрейлина Императорского Двора. Художник-любитель. Похоронена на русском кладбище Кокад в одной могиле с братом Сергеем.
- Зинаида (1878 /1880—1961, Бухарест). Муж — Петр Сергеевич Толстой (1875—1918), офицер Его Величества Кавалергардского полка, сын С.И.Толстого, внучатый племянник городского головы Одессы Григория Григорьевича Маразли.  Зинаида Сергеевна была близка к императрице Александре Федоровне, вместе с ней и дочерьми императрицы как сестра милосердия помогала раненым в госпиталях Царского Села и вплоть до расстрела императорской семьи состояла с ней в переписке. В 1919 году — З.С.Толстая вместе с детьми и матерью мужа, Марией Степановной Толстой,  эмигрировала из России. Жила в Константинополе, на Мальте, в Италии, Германии, Франции, окончательно поселилась в Румынии. В эмиграции З.С.Толстая была дружна с королевой Еленой, двоюродной племянницей императрицы Александры Федоровны.
  - Дочь — Наталия Петровна Толстая (1901, Красное Село—1981, Румыния). 1-й муж — Николай Владимирович Волков (Волков-Муромцев; (1902—1995), внук П.Гейдена, участник Белого движения, автор книги «Юность от Вязьмы до Феодосии (1902—1920)»[1]. — Париж, 1983. 2-й брак — Константин Роман (1889—1954), румынский генерал. Дочери Наталии: от первого брака — Марина (в замужестве Робеску), от второго брака — Елена.
  - Сын — Сергей Петрович Толстой (1904, СПб.—1999, Бельгия).   Жена — Ирина Кирилловна Печковская (1916—2001). Дочь — Татьяна.
- Сергей (1879—1954)
- Николай (1880—1920, Новороссийск), правовед, товарищ (заместитель) прокурора Петроградского окружного суда. Во время Первой  Мировой войны состоял при Ставке Верховного Главнокомандующего. Жена — Мария Аркадьевна, урожд. Грачева. Дочь — Нина.
- Алексей (1883—1967, Касабланка[2]), вице-губернатор Полтавы; в Первую Мировую войну воевал в составе Черниговского гусарского полка, участник Белого движения. После 1017 года в эмиграции. Помогал брату Сергею издавать газеты «Вера и Верность», а позднее «Русский Стяг».  1-й брак — Алла Даниловна, урожд. Кованько (1880—1919), была убита в Полтаве вместе с отцом — Данилой Николаевичем Кованько, бывшим депутатом II Государственной Думы (1842—1919) и братом — Данилой Даниловичем[3].  Их дочь Алла спаслась и после убийства матери, деда и дяди смогла встретиться  со своим отцом в 1921 году в КСХС.   2-й брак  — Екатерина Константиновна Угричич-Требинская (1900—1926). Сын — Алексей  (1920 —2013).  3-й брак (гражданский) — Наталья Владимировна Духонина (1889—1968, Касабланка), вдова Н.Н.Духонина. Н.В.Духонина с 1920 по 1941 годы возглавляла  Мариинский донской институт, где училась Алла Бехтеева.
  - Алла Алексеевна Бехтеева (1910—1982), окончила Мариинский донской институт, её муж — Георгий Александрович Семенов (1903—1977), сын А.И.Семенова. 
    - Их дети: Николай (1942—2022), Михаил, София, Наталия.

  - Алексей Алексеевич Бехтеев (1920, КСХС —2013, Сан-Пауло[4]), его жена — Татьяна Вячеславовна фон Ноттбек (1931—2014), внучка генерал-лейтенанта В.В.фон Нотбека.  
    - Сыновья: Алексей Алексеевич Бехтеев-II, Михаил Алексеевич Бехтеев.
- Нина (1885—1955, Рим, похоронена на кладбище Тестаччо). В 1917 поддерживала письмами царскую семью в Тобольске. В 1918 была отправлена на принудительные сельскохозяйственные работы близ Ельца. В эмиграции — во Франции. Работала прислугой. В 1938 переехала с сыном в Италию. Зарабатывала уходом за больными, была воспитательницей. С 1945 заведовала русской чайной в Риме. До конца жизни помогала перемещенным лицам в Италии.  Муж — Николай Ставрович Саков, один из первых русских авиаторов.
  - Сын  — Саков Александр Николаевич (1915, Петроград—1974, Рим), ученый-экономист, общественный деятель, эксперт Международной продовольственной и сельскохозяйственной организации ООН, экспертом по экономике СССР и Восточной Европы, секретарь общества «Русское собрание». Жена — Ирина Павловна Богаевская (1920—1993, Рим), дочь генерал-майора П.П.Богаевского.
- Софья (1891—1944).  Погибла в Варшаве под обломками здания, рухнувшего от фашистской бомбежки. Муж — Лев Лыщинский. 
  - Дети: дочь Неля (Нелли), в замужестве Кароль, сын — Владимир (Владислав) Львович Лыщинский, князь Троекуров (1917—1997). В связи с участием в Варшавском восстании, Владимир Лыщинский (Лещинский) был репрессирован, в 1948 году сослан в Сибирь. Освобожден в 1955 году. 
    - Дети Владимира: Зофия (Зося: г.р. 1947), Роберт (г.р. 1967), социолог, журналист, известный польский музыкальный критик; Владислав-Леон (г.р. 1964).

## Сочинения
- Хозяйственные итоги сорокапятилетия и меры к хозяйственному подъёму. В 3 т. СПб., 1902—11;
- К возрождению или к разложению? (Размышления старого земца). М., 1905;
- Доклад о подъёме благосостояния крестьянства. СПб., 1906.